# Heaven and beyond
Heaven and beyond is een studioalbum van de Nederlandse rockband Knight Area. Het album is opgenomen in de BOEM-geluidsstudio. Het album werd rustiger bevonden dan het vorige Hyperdrive, meer terug naar de basis van de band, aldus de recensies. Heaven and beyond wist in februari 2017 een week de Album Top 100 te halen, plaats 38. 

## Musici
- Mark Smit – zang (laatste album)
- Mark Bogert – gitaar
- Peter Vink – basgitaar
- Gerben Klazinga – toetsinstrumenten
- Pieter van Hoorn – slagwerk

## Muziek
| Nr. | Titel                                    | Duur |
| --- | ---------------------------------------- | ---- |
| 1.  | Unbroken (M: Bogert, T: Smit)            | 7:06 |
| 2.  | Dreamworld (M: Vink, Bogert, T: Smit)    | 5:14 |
| 3.  | The reaper (M: Klazinga, T: Smit)        | 7:11 |
| 4.  | Box of toys (M: Bogert, T: Smit)         | 3:47 |
| 5.  | Starlight (M: Klazinga, T: Smit)         | 4:06 |
| 6.  | Heaven and beyond (M: Klazinga, T: Smit) | 7:43 |
| 7.  | Saviour of sinners (M: Bogert, T: Smit)  | 4:08 |
| 8.  | Eternal light (M: Klazinga, T: Smit)     | 3:26 |
| 9.  | Twins of sins (M: Klazinga, T: Smit)     | 7:17 |
| 10. | Tree of life (M: Klazinga, T: Smit)      | 6:25 |
| 11. | Memories (M: Bogert, T: Smit)            | 5:48 |